# Бюрзе
Бюрзе́ (фр. и окс. Burzet) — коммуна во Франции, находится в регионе Рона — Альпы. Департамент коммуны — Ардеш. Административный центр кантона Бюрзе. Округ коммуны — Ларжантьер.
Код INSEE коммуны — 07045.

## Население
Население коммуны на 2008 год составляло 475 человек.
| 1962 | 1968 | 1975 | 1982 | 1990 | 1999 | 2008 |
| ---- | ---- | ---- | ---- | ---- | ---- | ---- |
| 1000 | 838  | 618  | 619  | 534  | 504  | 475  |

## Экономика
В 2007 году среди 290 человек в трудоспособном возрасте (15—64 лет) 179 были экономически активными, 111 — неактивными (показатель активности — 61,7 %, в 1999 году было 64,6 %). Из 179 активных работали 161 человек (99 мужчин и 62 женщины), безработных было 18 (3 мужчин и 15 женщин). Среди 111 неактивных 19 человек были учениками или студентами, 49 — пенсионерами, 43 были неактивными по другим причинам.

## Достопримечательности
- Руины нескольких замков
- Церковь Сент-Андре (XVI век), исторический памятник с 3 ноября 1930 года
- Монастырь Бельвезе, исторический памятник с 23 февраля 1981 года

## Фотогалерея

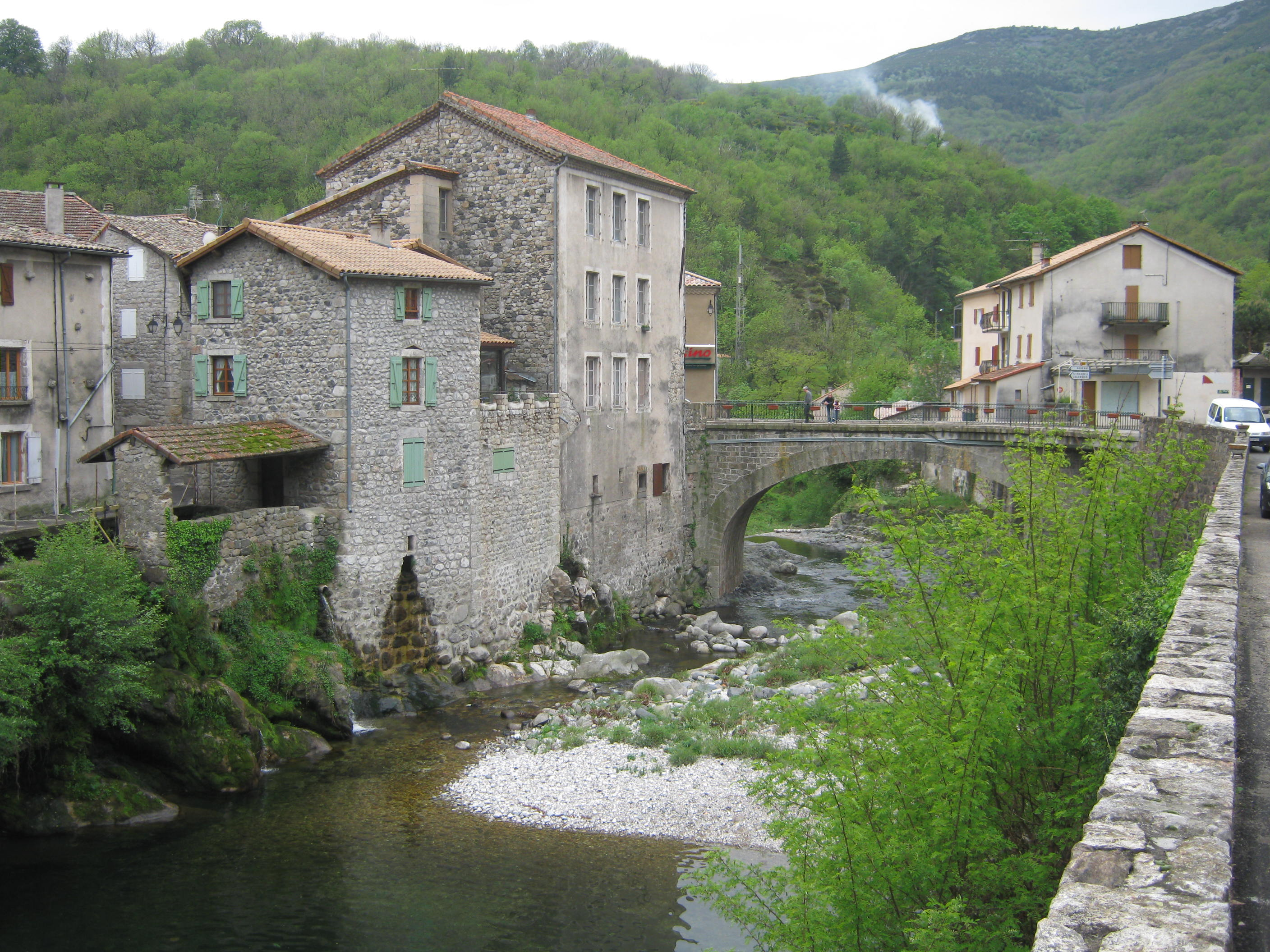
Бюрзе
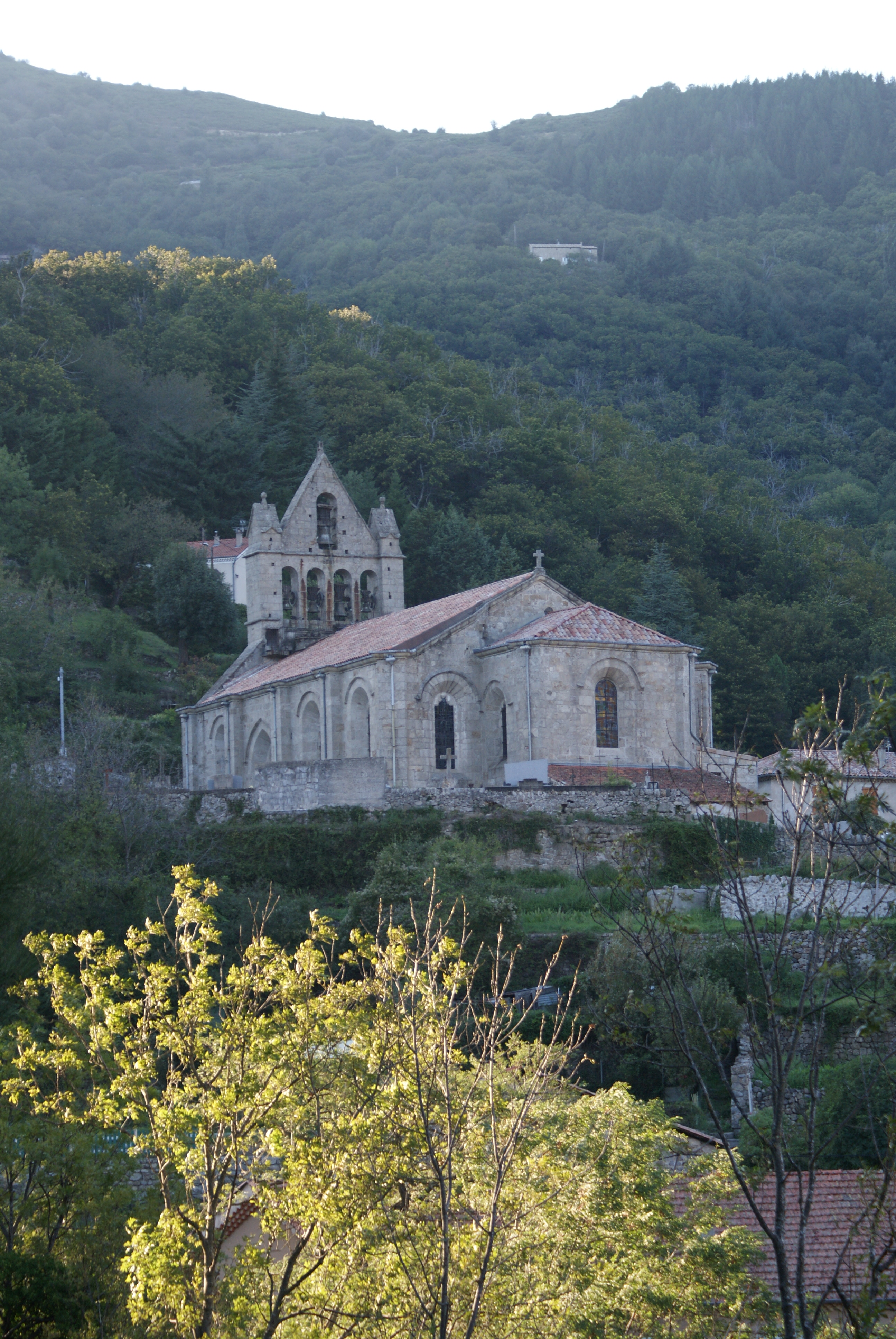
Церковь Сент-Андре
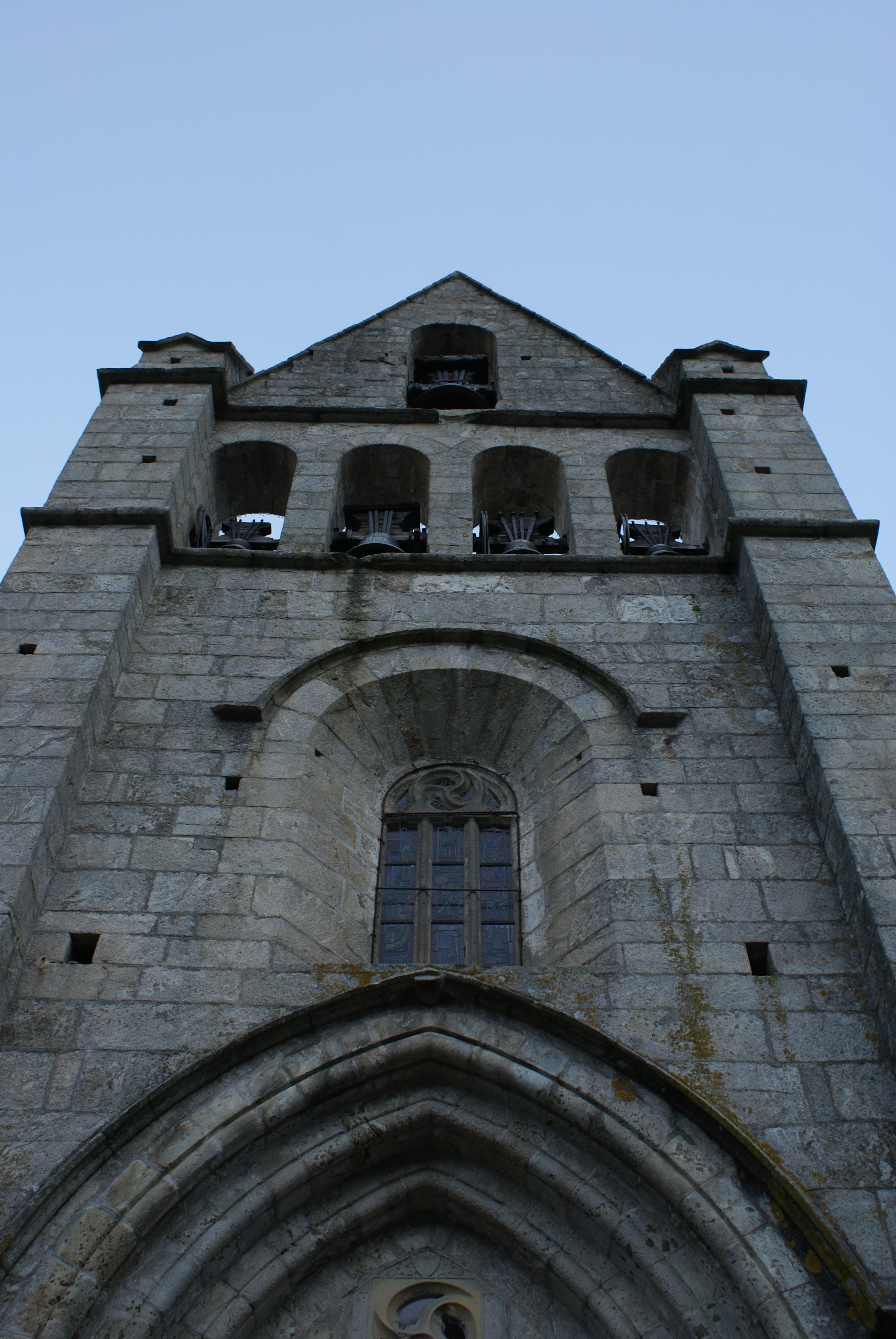
Церковь Сент-Андре
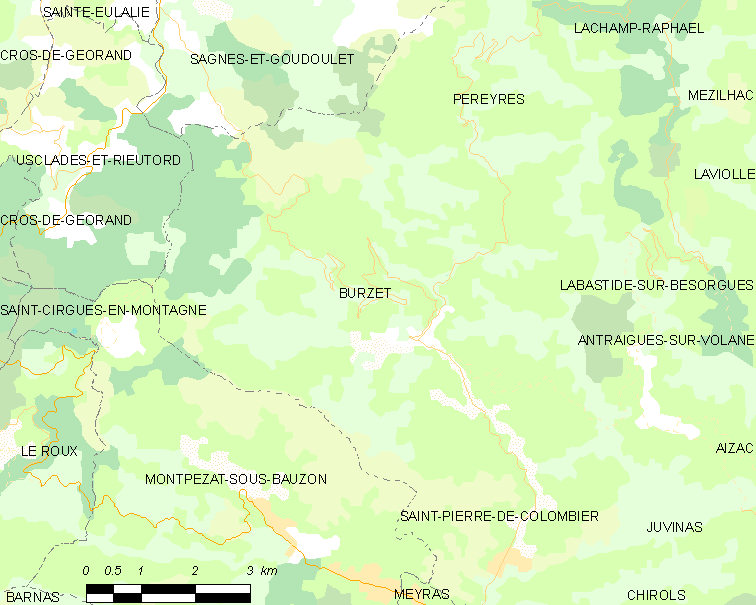
Карта коммуны